# James S. A. Corey

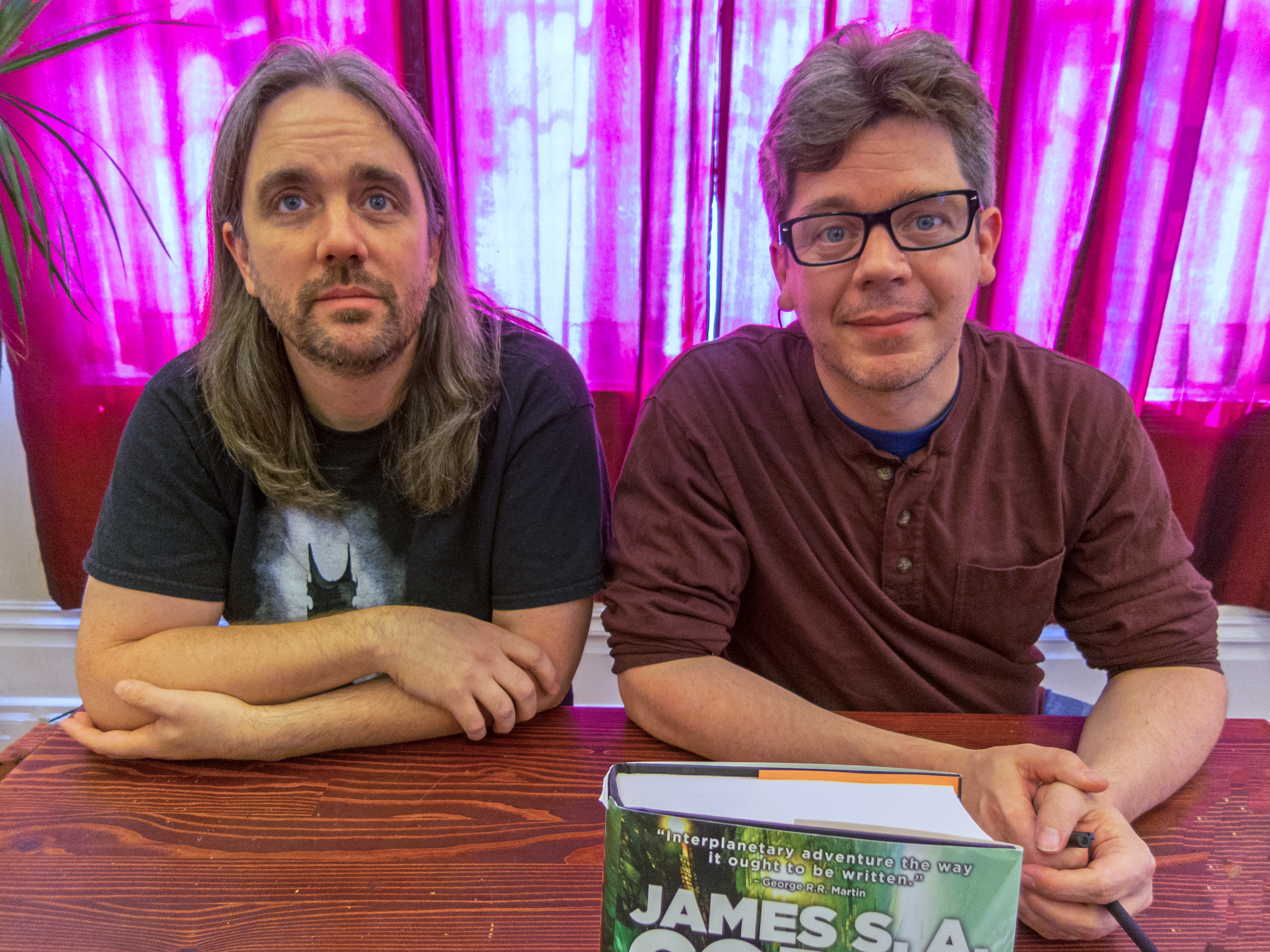
Daniel Abraham e Ty Franck

James S. A. Corey è lo pseudonimo collettivo dei due scrittori di fantascienza statunitensi Daniel James Abraham (Albuquerque, 14 novembre 1969) e Ty Corey Franck (Portland, 18 maggio 1969). I loro secondi nomi vanno a comporre lo pseudonimo, mentre le iniziali "S." ed "A." sono quelle della figlia di Abraham.
Utilizzando questo nome i due hanno pubblicato Leviathan - Il risveglio (Leviathan Wakes) nel 2011 (tradotto in italiano nel 2015), il primo capitolo in una serie di fantascienza chiamata The Expanse o La distesa. Leviathan - Il risveglio è stato candidato al Premio Hugo per il miglior romanzo e al Premio Locus, sezione Romanzo di fantascienza, nel 2012, mentre il terzo volume della serie, Abaddon's Gate - La fuga, è riuscito a vincere, nel 2014, il Premio Locus, sezione "Romanzo di fantascienza".
Il duo ha firmato un contratto con la Orbit Books per la pubblicazione di 9 romanzi nella serie The Expanse, pubblicati a distanza di un anno l'uno dall'altro.
Dalla serie The Expanse è tratta l'omonima serie TV, in onda dal 2015 al 2017 sul canale Syfy e dal 2017 in poi su Prime Video.

## Opere

### The Expanse
1. Leviathan - Il risveglio (Leviathan Wakes, 2011), Fanucci 2015
2. Caliban - La guerra (Caliban's War, 2012), Fanucci 2015
3. Abaddon's Gate - La fuga (Abaddon's Gate, 2013), Fanucci 2016[9]
4. Cibola Burn - La cura (Cibola Burn, 2014), Fanucci 2016[10]
5. Nemesis Games - L'esodo (Nemesis Games, 2015), Fanucci 2016
6. Babylon's Ashes - Il destino (Babylon's Ashes, 2016), Fanucci 2017
7. Persepolis Rising - La rinascita (Persepolis Rising,2017), Fanucci 2018
8. Tiamat's Wrath - L'ira di Tiamat (Tiamat's Wrath, 2019), Fanucci 2019
9. Leviathan Falls - Scontro finale (Leviathan Falls, 2021), Fanucci 2022

Della serie The Expanse fanno parte anche 8 racconti raccolti in un decimo volume intitolato Memory's Legion - Tutti i racconti (Memory's Legion: The Complete Expanse Story Collection, 2022), Fanucci 2022:
- Il macellaio della Stazione di Anderson (The Butcher of Anderson Station, 2011, prequel di Leviathan - Il risveglio) - Volume 0.5
- Gli dèi del rischio (Gods of Risk, 2012, midquel tra Caliban - La guerra e Abaddon's Gate - La fuga) - Volume 2.5
- Unità Epstein (Drive, 2012, prequel di Leviathan - Il risveglio e di Il macellaio della Stazione di Anderson) - Volume 0.1
- La zangola (The Churn, 2014, prequel di Leviathan - Il risveglio ma sequel di Il macellaio della Stazione di Anderson) - Volume 0.3
- L’abisso vitale (The Vital Abyss, 2015, midquel tra Abaddon's Gate - La fuga e Cibola Burn - La cura) - Volume 3.5
- Strani cani (Strange Dogs, 2017, midquel tra Babylon's Ashes - Il destino e  Persepolis Rising - La rinascita) - Volume 6.5
- Auberon (Auberon, 2019, midquel tra Persepolis Rising - La rinascita e Tiamat’s Wrath - L'ira di Tiamat) - Volume 7.5
- Le colpe dei padri (The Sins of Our Fathers, 2022, sequel di Leviathan Falls - Scontro finale; chiude idealmente l'intera saga) - Volume 9.5

A questi si aggiunge il breve racconto inedito in Italia The Last Flight of the Cassandra (2019, durante Leviathan - Il risveglio), presente esclusivamente nel gioco di ruolo The Expanse: The Role-playing Game - Volume 1.1

### The Captive's War
1. The Mercy of Gods, 2024, inedito in Italia.

Della serie The Captive's War sono previsti anche dei racconti:
- Livesuit, in uscita in patria a ottobre 2024.

### Altre opere
- Honor Among Thieves, 2014. Romanzo di Guerre stellari
- A Man Without Honor, racconto incluso nella raccolta Old Mars curata da George R.R. Martin[11].